# Stor-Jougdan
Stor-Jougdan är en sjö i Strömsunds kommun i Jämtland och ingår i Ångermanälvens huvudavrinningsområde. Sjön har en area på 4,54 kvadratkilometer och ligger 425,1 meter över havet. Stor-Jougdan ligger i Frostvikenfjällen Natura 2000-område. Sjön avvattnas av vattendraget Storån (Risedeån).
Vid sjöns strand ligger gården Tjärnbacken. En del av Storjoudan ligger i Jougdalens naturreservat.

## Delavrinningsområde
Stor-Jougdan ingår i det delavrinningsområde (715744-145267) som SMHI kallar för Utloppet av Kalven. Medelhöjden är 549 meter över havet och ytan är 45,65 kvadratkilometer. Räknas de 46 avrinningsområdena uppströms in blir den ackumulerade arean 162,46 kvadratkilometer. Storån (Risedeån) som avvattnar avrinningsområdet har biflödesordning 3, vilket innebär att vattnet flödar genom totalt 3 vattendrag innan det når havet efter 285 kilometer. Avrinningsområdet består mestadels av skog (81 procent). Avrinningsområdet har 4,68 kvadratkilometer vattenytor vilket ger det en sjöprocent på 10,2 procent.